# Étoile (Schiff)
Die Étoile (französisch L’Étoile ‚Der Stern‘) war eine französische Fleute.

## Einsätze

### Teilnahme an der Versorgung von Bougainvilles Kolonie
Am 9. November 1765 brach die Étoile unter dem Kommando von François Chenard de la Giraudais (1727–1775) auf, um die von Louis Antoine de Bougainville Anfang 1764 gegründete Kolonie in Port Louis auf den Falklandinseln zu versorgen, die sie am 14. Februar 1766 erreichte. Gemeinsam mit der Aigle segelte sie in die Magellanstraße, um dort dringend benötigtes Holz für die Siedler zu beschaffen.
Am 3. Juli begann die Étoile ihre Rückreise nach Frankreich. Den Hafen von Rochefort erreichte sie am 2. September 1766.

### Teilnahme an Bougainvilles Weltumseglung
Unter dem Kommando von Louis Antoine de Bougainville nahm sie gemeinsam mit der Fregatte Boudeuse an dessen Weltumseglung teil.
Der Zweck der Expedition war es:
- neue Territorien zu suchen, die sich für eine Kolonisation eigneten
- eine neue Route nach China zu finden, damit dort die Französische Ostindienkompanie neue Handelsniederlassungen gründen könnte
- Gewürzpflanzen zu finden, die sich für einen Anbau in Frankreich eigneten.

Die Étoile wurde erneut von Kapitän François Chenard de la Giraudais geführt und diente als Versorgungsschiff der Expedition. An Bord waren der Botaniker und Arzt Philibert Commerçon mit seiner als Mann verkleideten Assistentin Jeanne Baret, sowie der Astronom Pierre-Antoine Véron (1736–1770). Die Étoile verließ am 1. Februar 1767 den Hafen von Rochefort. Am 9. April 1767 sichtete die Étoile Cabo Frio. Drei Wochen später erreichte sie Montevideo. Am 18. Mai trafen dort die beiden spanischen Fregatten ein, die die französischen Siedler der Kolonie in Port Louis auf den Falklandinseln an Bord hatten. Giraudais erhielt den Befehl Bougainvilles, nicht zum ursprünglichen Treffpunkt auf den Falklandinseln weiterzureisen, sondern nach Rio de Janeiro zu segeln. Am 29. Mai verließ die Étoile Montevideo und traf schließlich am 12. Juni in Rio de Janeiro ein. Eine Woche später waren beide Schiffe vereint.
Am 2. April 1768 sahen die Schiffe Tahiti vor sich, wo Wallis schon am 18. Juni 1767 gelandet war. Nach einem dreiwöchigen Aufenthalt segelten die Schiffe weiter westlich nach Samoa, zu den Neuen Hebriden, zum Großen Barrier-Riff, anschließend nördlich zu den Salomonen, nach Neubritannien und zu den Molukken. In Batavia legten sie eine Pause ein, um die Schiffe zu warten und der Mannschaft eine Erholungspause zu geben. Am 16. März 1769 waren die Schiffe zurück in Saint-Malo. Zwei Jahre und vier Monate hatte die Reise gedauert.